# Luftvärnsregementet

.

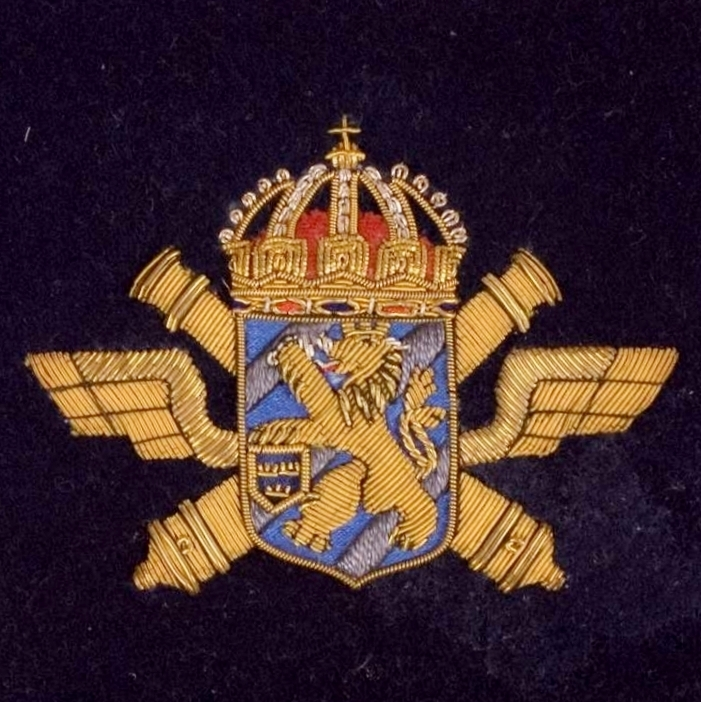
Regementsemblem för Göta luftvärnsregemente.

Luftvärnsregementet (Lv 6) är ett luftvärnsförband inom svenska armén som verkat sedan 1942. Förbandsledningen är förlagd till Halmstads garnison i Halmstad.

## Historik

### Bildandet
Genom försvarsbeslutet 1936 fick luftvärnet en självständigare roll inom artilleriet, vilket bland annat resulterade i att ett flertal luftvärnsdivisioner organiserades, där bland annat en division förlades till Göteborg. Divisionen sattes upp som en beredskapsdivision av Karlsborgs luftvärnsartilleriregemente (A 9) den 1 oktober 1941 under namnet Göteborgs luftvärnsdivision (A 9 G).
Genom försvarsbeslutet 1942 beslutades att avskilja luftvärnet från artilleriet för att bilda ett eget truppslag, luftvärnet. Förändringen resulterade bland annat i att Göteborgs luftvärnsdivision avskildes från Karlsborgs luftvärnsartilleriregemente och bildade den 1 oktober 1942 Göteborgs luftvärnskår (Lv 6).
Förbandet förlades från den 1 oktober 1941 i ett provisoriskt barackläger på Kvibergsvägen med stabsexpedition på Utbyvägen. Den 1 oktober 1944 påbörjades en inflyttning i ett nyuppfört kasernområde i Högsbo, vilken var helt färdig den 12 augusti 1945. Den 21 oktober 1945 hölls en inflyttningsceremoni över den nya förläggningen.
Inför försvarsbeslutet 1958 föreslog regeringen för riksdagen att Göta artilleriregemente (A 2) skulle avvecklas. Det med bakgrund till att regeringen ansåg att artilleriet skulle utbilda hela divisionsförband inom fredsförbandets ram. Något som inte ansågs vara möjligt om inte antalet fredsförband minskades. Att just Göta artilleriregemente föreslogs avvecklas var med bakgrund till att förbandets etablissement ansågs kringbyggt av civila intressen, samt att förbandets skjutfält på långsikt inte motsvarade de krav som medförde med modern artillerimateriel. Utbildningskontingent av värnpliktiga föreslogs fördelas på kvarstående artilleriförband. Regeringen föreslog samtidigt att Kvibergs kaserner skulle kvarstå, då Göteborgs luftvärnskårs (Lv 6) etablissement i Högsbo även det var kringbyggt och hade ännu sämre förhållanden jämfört med Kviberg. Därmed föreslogs att Göteborgs luftvärnskår skulle flyttas och överta etablissement i Kviberg. I Kviberg fanns sedan 1950 Arméns radar- och luftvärnsmekanikerskola (RMS), vilket regeringen samtidigt ansågs underlätta den nödvändiga samverkan mellan de två enheterna. Det bland annat genom att Göteborg utgjorde ett primärt skyddsföremål, som i framtiden kunde erfordra försvar med luftvärnsrobotar. Försvarsbeslutet angav att Göta artilleriregemente skulle omorganiseras till ett luftvärnsregemente med Arméns radar- och luftvärnsmekanikerskola ansluten. I praktiken blev det dock att Göta artilleriregemente avvecklades och upplöstes som fredsförband den 31 mars 1962. Men att namnet "Göta" övertogs av Göteborgs luftvärnskår som den 1 juli 1962 antog namnet Göta luftvärnsregemente. Göteborgs luftvärnskår flyttade in officiellt i Kviberg den 1 april 1962. Till en början var man samlokaliserad med en avvecklingsorganisation som bildats efter avvecklingen av Göta artilleriregemente, vilken upphörde den 30 september 1962, från den 1 oktober 1962 var förbandet helt organiserat i Kviberg. Att kåren omorganiserades till regemente berodde på att Göta artilleriregemente (A 2), Karlsborgs luftvärnsregemente (Lv 1) och Östgöta luftvärnsregemente (Lv 2) avvecklades, vilket i praktiken inte innebar någon ökning av regementen i arméns fredsorganisationen. Men även genom att armén i början av 1960-talet köpte robotsystemet HAWK, vilket ledde till att luftvärnsrobotförband organiserades vid förbandet 1962.

### 1974 års regeringsform
I samband med att 1974 års regeringsform trädde i kraft den 1 januari 1975, ändrades namnet från Kungliga Göta luftvärnsregemente till enbart Göta luftvärnsregemente. Samtidigt fråntogs Konungen den formella rollen som högste befälhavare för krigsmakten, vilket även kom att gälla rollen som förbandschef över gardesförbanden. Från den 1 januari 1975 blev monarken istället hederschef över gardesförbanden.

### OLLI-reformen
I samband med OLLI-reformen, vilken genomfördes inom försvaret åren 1973–1975, bildades A-förband samt B-förband. A-förbanden var regementen som tillfördes ansvaret för ett försvarsområde, och vilka betecknades som försvarsområdesregemente. Försvarsområdesregementena tillfördes samtidigt mobiliserings- och materialansvaret inom försvarsområdet. Detta medförde att de arméförband som ingick i ett försvarsområde kom att bli ett B-förband (utbildningsregemente). I Skåne, på Västkusten och i Norrbotten gjordes vissa avsteg från den principiella organisation, det vill säga att ett försvarsområdesregemente tilldelades det samlade mobiliseringsansvaret inom försvarsområdet. På Västkusten gjordes avsteget inom Göteborgs och Bohus försvarsområde (Fo 34), där Göteborgs kustartilleriförsvar blev försvarsområdesmyndighet och fick det samlade mobiliseringsansvaret inom försvarsområdet. Men mobiliseringsansvaret omfattade inte fackmässigt mobiliseringsansvaret för de infanteribrigader som utbildas vid Bohusläns regemente, därmed avsteget från den principiella organisation. Göta luftvärnsregemente som ingick i Göteborgs och Bohus försvarsområde kom dock att bli ett B-förband, där Göteborgs och Bohus försvarsområde fick det samlade mobiliseringsansvaret. Den 1 juli 1975 trädde Göta luftvärnsregemente in i den nya organisationen som ett utbildningsregemente.

### Försvarsbesluten
Regeringen proposition 1977/78:65, gällande försvaret organisationsfrågor, vilken antogs av riksdagen den 15 december 1977. Propositionen innehöll bland annat en avveckling av Sundsvalls luftvärnsregemente (Lv 5). Bakgrunden var bland annat att regeringen i sin proposition ansåg att Sundsvalls luftvärnsregemente hade otillfredsställande tillgång på övningsmark i dess direkta närhet. Något regeringen konstaterade även att Skånska luftvärnsregementet (Lv 4) i Malmö och Göta luftvärnsregemente (Lv 6) saknade. Inför propositionen hade regeringens utredning kommit fram till att endast ett luftvärnsförband kunde avvecklas för besparings- och rationaliseringsskäl.
Utredningen hade granskat möjligheterna att avveckla Sundsvalls luftvärnsregemente eller Göta luftvärnsregemente. Till Sundsvalls luftvärnsregementes nackdel pekade utredning bland annat på att de värnpliktiga rekryterades till stor del från Västra militärområdet, något som medförde att de utbildades långt från hemorten, medan Göta luftvärnsregemente rekryterade sin värnpliktiga från Göteborgsregionen. Vidare skulle en avveckling av Sundsvalls luftvärnsregemente drabba färre personer framför en avveckling Göta luftvärnsregemente. Vad som talade emot en avveckling av Sundsvalls luftvärnsregemente var att utbildning av luftvärnsförband i vinterförhållanden skulle reduceras, samt att regemente disponerade på nära avstånd luftvärnets bästa skjutfält, Åstöns skjutfält. Chefen för armén förespråkade för att bibehålla Göta luftvärnsregemente framför Sundsvalls luftvärnsregemente, då han ansåg att det skulle gynna arméns utformning på längre sikt. Göta luftvärnsregemente hade vid sin förläggning i Kviberg även en bättre utbildningskapacitet jämfört med regementet i Sundsvall. Utredningen förespråkade därför en avveckling av Sundsvalls luftvärnsregemente under budgetåret 1983/1984. I samma propositionen ändrade regeringen det tidigare riksdagsbeslutet om att omlokalisera Arméns radar- och luftvärnsmekanikerskola (RMS) till Östersund, till att det skulle kvarstå i Göteborg.
Genom försvarsbeslutet 1992 kom samtliga utbildningsregementen som ej uppsatte ett krigsförband i regementsstorlek, ej heller benämnas som regemente. Detta då regeringen ansåg att grundorganisationen skulle spegla krigsorganisationen. Försvarsbeslutet medförde även att koncentrera brigadernas utbildning till ett antal infanteri- och pansarregementen, och för att nå ytterligare rationalitet i utbildningen av krigsförbanden i Västsverige, beslutades att omlokalisera Göta luftvärnsregemente till Halmstads garnison, för att där samlokaliseras med Hallands regemente (I 16/Fo 31). De övriga enheterna i Kviberg, Luftvärnets tekniska skola (LvTS) omlokaliserades till Östersund och Luftvärnets officershögskola (LvOHS) omlokaliserades till Norrtälje. I samband med försvarsbeslutet reducerades regementet den 1 juli 1994 till kår och återfick sitt gamla namn Göta luftvärnskår (Lv 6),  och Försvarsområdesgruppen Göteborgsgruppen överfördes till Västkustens marinkommando (MKV).
Inför regeringens förslag till statsbudget för budgetåret 1993/1994, så föreslog regeringen Carl Bildt att Skånska luftvärnsregementet tillsammans med kasernetablissementet skulle avvecklas senast den 31 december 1994. Det som en ytterligare åtgärd för att uppfylla sparmålen i 1992 års stabiliseringsproposition. Som en konsekvens av förslaget så skulle utbildningen vid Skånska luftvärnsregementet företrädesvis överföras till Göta luftvärnsregemente i Halmstad och Roslagens luftvärnsregemente i Norrtälje. Överbefälhavaren fick i uppdrag med att utreda den lämpligaste fördelningen ur operativ, ekonomisk och produktionsmässig synvinkel. Södra skånska regementets kvarvarande verksamheten i Ystad föreslogs samtidigt lokaliseras i sin helhet till Revinge garnison. Regeringens beslutsunderlag ansågs bristfälligt, vilket gjorde att luftvärnsinspektören Sven Sjölander avgick under uppseendeväckande former. Regeringen beordrade Chefen för armén att tillsätta en snabbutredning, för att få fram tillförlitligare underlag för sitt förslag. Den utredningen kom dock fram till att Skånska luftvärnsregementet hade de överlägset bästa övningsbetingelserna för luftvärnet. Det genom att fanns moderna övningshallar och logement i tillräcklig mängd för ett sammanslaget luftvärnsregemente. Försvarsutskottet föreslog i sin tur att Skånska luftvärnsregementet skulle kvarstå i Ystad och att Göta luftvärnsregemente i Göteborg skulle avvecklas istället för att omlokaliseras till Halmstad. Därmed menade man på att armén skulle undvika en investering på närmare 140 miljoner i logement och övningshallar i Halmstad. Försvarsutskottet ansåg att deras förslag skulle uppnå väsentliga besparingar i luftvärnsutbildning och en ökad rationalitet i Södra militärområdet. Regeringen som inte hade egen majoritet i riksdagen, fick efter en uppgörelse med Ny demokrati dra tillbaka förslaget med att Skånska luftvärnsregementet skulle avvecklas.

### Solitären inom truppslaget
Genom försvarsbeslutet 2000 ansåg regeringen att endast fyra luftvärnsbataljoner behövdes i den framtida insatsorganisationen. Vad som stod helt klart inför försvarsbeslutet var att avveckla Gotlands luftvärnskår (Lv 2) samt reducera Norrlands luftvärnskår (Lv 7) till en bataljon och inordna den under Norrbottens regemente. Detta då verksamheten vid Gotlands luftvärnskår ansågs alltför begränsad för att kunna utvecklas till en samlad enhet för landets luftvärn. Gällande Norrlands luftvärnskår bedömde regeringen att det skulle ge allvarliga kompetensförluster i det korta perspektivet att lokalisera hela luftvärnsfunktionen till Boden.
Valet stod mellan att behålla Roslagens luftvärnskår (Lv 3) i Norrtälje eller Göta luftvärnskår (Lv 6) i Halmstad, som huvudalternativ för den framtida luftvärnsutbildningen. Vad som talade för att behålla Roslagens luftvärnskår, var bland annat goda övningsområdena samt att Luftvärnets stridsskola (LvSS) var lokaliserade i Norrtälje, vilka även hade en försöksplats på Väddö skjutfält. Vad som talade för en avveckling av Roslagens luftvärnskår var att bygga upp kompetens för robotsystem 77/97, samt att kåren var en isolerad organisationsenhet med begränsade möjligheter till garnisonssamordning. Detta var något som ansågs vara en fördel, då Göta luftvärnskår redan ingick i en garnison som inrymde både Militärhögskola samt Försvarsmaktens Halmstadsskolor. Regeringen ansåg samtidigt att man var tvungen att väga in att kåren påverkats i de två tidigare försvarsbesluten, dels genom omlokaliseringen från Göteborg, samt genom att man övertagit delar av luftvärnsutbildning från Skånska luftvärnskåren (Lv 4) som avvecklades genom försvarsbeslutet 1996. Till vad som talade för en avveckling av Göta luftvärnskår var begränsade skjutfältsmöjligheter vid skjutfältet Ringenäs, samt stora investeringskostnader i Halmstad för att omlokalisera Luftvärnets stridsskola till Halmstad.
Dock bedömde regeringen att synergieffekter med förband och skolor var goda i Halmstad, jämfört med Norrtälje. Regeringen ansåg också att Roslagens luftvärnskår hade bäst förutsättningar för luftvärnsutbildning ur ett rent luftvärnsperspektiv. Göta luftvärnskår bedömdes av regeringen ha tillräckligt goda förutsättningar för fortsatt luftvärnsutbildning. Regeringen kom i sin proposition gällande försvarsbeslutet 2000 att avveckla Roslagens luftvärnskår samt behålla Göta luftvärnskår. Detta ansågs bero på att Göta luftvärnskår hade en större och bättre möjlighet till garnisonssamordning med en utbyggd infrastruktur för att klara en ökad mekanisering av luftvärnet.
Med försvarsbeslutet koncentrerades utbildningen av luftvärnet till fyra luftvärnsbataljoner, tre i Halmstad och en till Norrlands luftvärnsbataljon i Boden. Genom att Göta luftvärnskår blev en samlad enhet för landets luftvärn, innehållande tre luftvärnsbataljoner samt Luftvärnets stridsskola, upphöjdes kåren till regemente, och antog den 1 juli 2000 det nya namnet Luftvärnsregementet (Lv 6). I Halmstad övertog det nya regementet det kasernområde från de avvecklade förbanden Hallands regemente (I 16/Fo 31) och Hallandsbrigaden (IB 16).
Genom försvarsbeslutet 2004 beslutade riksdagen bland annat att reducera antalet luftvärnsbataljoner från fyra till en, vilket innebar att Norrlands luftvärnsbataljon avvecklades. Med detta blev luftvärnet helt koncentrerat till Halmstad. Med försvarsbeslutet 2004 följde även avveckling av fyra militärdistrikt. Militärdistriktens främsta uppgifter var territoriell verksamhet, utbildning av hemvärns- och frivillig personal samt insatser, i första hand inom ramen för stöd till samhället. Genom avvecklingen av militärdistrikten underställdes utbildningsgruppen Hallandsgruppen från den 1 januari 2006 Luftvärnsregementet.
I samband med att värnplikten blev vilande genom försvarsbeslutet 2009, kom två nya bataljoner att sättas upp, vilka består av kontrakterade soldater samt anställda officerare och soldater. Delar av bataljonerna kommer både nationellt och internationellt att delta i mark- och luftoperationer, som till exempel Nordic Battlegroup 11 (NBG 11), Svenska Kosovostyrkan 2012 samt Svenska insatsen i Afghanistan under 2013.
Den 1 januari 2013 bildades fyra militärregioner, där Västra militärregionen underställdes chefen för Skaraborgs regemente, men löd under chefen insatsledningen i Högkvarteret avseende markterritoriell ledning i fred, kris och krig. Chefen för Hallandsgruppen var dock fortfarande underställd chefen Luftvärnsregementet gällande produktionsledning av hemvärnsförbanden samt insatsledning inom utbildningsgruppernas geografiska område. Den 1 januari 2018 delades dock ledningen av Skaraborgs regemente och Västra militärregionen, det genom att en separat chefsbefattning för Västra militärregionen tillsattes. Vidare underställdes staben Västra militärregionen i ledningsfrågor direkt chefen insatsledningen i Högkvarteret. I Försvarsmaktens budgetunderlag till regeringen för 2020 föreslogs att de fyra militärregionala staberna från 1 januari 2020 skulle inrättas som egna organisationsenheter. Cheferna för militärregionstaberna föreslogs i sin tur underställas rikshemvärnschefen avseende produktion av utbildningsgrupper och hemvärnsförband. Detta medförde att utbildningsgrupperna överfördes organisatoriskt från ett utbildningsförband till de fyra militärregionala staberna. I regeringens proposition framhöll dock regeringen att den militära regionala indelningen kunde komma att justeras, det beroende på utfallet av utredningen "Ansvar, ledning och samordning inom civilt försvar" (dir. 2018:79). För Luftvärnsregementet innebar denna förändring att Hallandsgruppen överfördes till Västra militärregionen från och med den 1 januari 2020.

## Verksamhet

### Nationell verksamhet
Regementet utbildade tidigare även på robotsystem 90. Robotsystem 90 var tänkt som en ersättare till robotsystem 70 men för att det skulle behålla sin effektivitet över RBS 70 krävdes det att den genomgick en renovering och modifikation i början på 2000-talet. Eftersom det, då som nu, råder sparkrav på Försvarsmakten beslutades det att RBS 70 skulle behållas. Robotsystem 70 innebar helt enkelt Mer pang för pengarna som dåvarande regementschef Kent Samuelsson uttryckte det. Från 2023 kommer regementet att utbilda och vidmakthålla personal till Luftvärnssystem 103.

### Internationell verksamhet
Åren 2007–2008 svarade regementet för att sätta upp den sextonde Kosovostyrkan, KS16, samt åren 2009–2010 för den tjugonde Kosovostyrkan KS20. År 2015 svarade regementet för FS29 och 2017 för FS33 till svenska insatsen i Afghanistan.

## Ingående enheter

### 61.luftvärnsbataljonen
61. luftvärnsbataljonen (61. lvbat) är en luftvärnsbataljon som sattes upp vid Luftvärnsregementet åren 2010–2014. Bataljonen är ett krigsförband och består av cirka 400 officerare och anställda soldater. Bataljonen är indelad i bataljonsledning och fem kompanier.
- Livkompaniet - Ansvarar för GMU, KMU, FSU samt FMU.
- 97 kompaniet ansvarar för utbildningen av ett kompani med Robotsystem 97 och Underrättelseenheten 23.
- 70 kompaniet ansvarar för utbildningen av ett kompani med Robotsystem 70 och Underrättelseenheten 23.
- Stab- och trosskompaniet ansvarar för utbildning av ledningspluton, stab- och trosspluton, samt sambandspluton, förnödenhetspluton, sjukvårdspluton och reparationspluton. Från 2020 förekommer även närskyddsplutoner i kompaniet.

### 62.luftvärnsbataljonen
62. luftvärnsbataljonen (62. lvbat) är en luftvärnsbataljon som sattes upp vid Luftvärnsregementet åren 2010–2014. Bataljonen är ett krigsförband och består av officerare samt kontrakterade soldater.

### Luftvärnets stridsskola
Luftvärnets stridsskola (LvSS) är en fack- och funktionsskola som verkat i olika former sedan 1942. Luftvärnets stridsskola har som uppgift att utbilda officerare och blivande officerare till luftvärnet. Vidare har skolan som ansvar för att utbilda, vidmakthålla och utveckla förband och vapensystem inom luftvärnet.

### Utbildningsförband
Utbildningsförbanden står för i fredstid för utbildning och utveckling av personal och materiel till regementets krigsförband.
- Beredskapskompaniet
- Stab & Trosskompaniet
- Luftvärnskompaniet
- Försökskompaniet
- Luftvärnets stridsskola

## Förläggningar och övningsplatser

### Förläggning
I samband med att Karlsborgs luftvärnsregemente detacherade en beredskapsdivision den 1 oktober 1941 till Göteborg, förlades den till ett barackläger vid Kvibergsvägen 19-21. Efter att detachementet avskildes från regementet den 1 oktober 1942 och bildade Göta luftvärnskår, började kåren den 30 september 1944 att flytta in i ett nyuppfört kasernetablissement på Tunnlandsgatan 2A i Högsbo. Den 12 augusti 1945 var inflyttningen klar och den 21 oktober 1945 hölls en ceremoni över inflyttningen. Kasernetablissementet uppfördes på Buas marker och gårdens mangårdsbyggnad från 1800-talet lämnades kvar som officersmäss. I övrigt uppfördes kasernetablissementet efter den typritningsserie som gällde på 1940-talet, det vill säga förläggningskasernerna uppfördes som kompanikaserner i två våningar samt vindsvåning med vård och lektionssalar i källarvåningen, samt med en två våningsflygelbyggnad. Den 1 april 1962 flyttade kåren till Kviberg, där man övertog kasernetablissementet från avvecklade Göta artilleriregemente. Det tidigare kasernetablissementet i Högsbo blev senare Högsbo sjukhus och Frölundagymnasiet. Officersmässen blev högstadieskola och övertogs av Kronängsskolan.
Den 1 juli 1994 omlokaliserades förbandet till Halmstads garnison och blev där samlokaliserade med Hallands regemente. I Halmstad marscherade luftvärnet in den 6 maj 1994 och välkomnades genom en ceremoni utanför stadens rådhus. Från den 1 juli 1994 verkade Göta luftvärnskår officiellt från Halmstad garnison, där kåren förlades till Kasern III, vilken fram till 1993 hade inhyst Infanteriets officershögskola. Från den 1 juli 2000 övertog förbandet hela området.

### Övningsplatser
Under tiden förbandet var förlagda i Göteborg övade man vid Vallda Sandö, Ringenäs skjutfält och Sisjöns skjutfält. Efter flytten till Halmstad började man öva vid Mästocka skjutfält och Nyårsåsens skjutfält.

## Heraldik och traditioner
Den 6 juni 1943 överlämnade militärbefälhavaren för III. militärområdet, generalmajor Folke Högberg, ett förbandsstandar till Göta luftvärnskår. Från att Göta artilleriregemente (A 2) den 31 mars 1962, kom Göta luftvärnsregemente från den 1 april 1962 att föra Göta artilleriregementes standar som traditionsstandar. Från den 1 juli 2000 övertog regementet traditionsansvaret för Roslagens luftvärnskår (Lv 3), och från den 1 september 2000 traditionsansvaret för Gotlands luftvärnskår (Lv 2), och från den 1 januari 2006 traditionsansvaret för Norrlands luftvärnsbataljon.
År 2000 instiftades Göta luftvärnskårs minnesmedalj i silver (GötalvkårMSM). År 2001 instiftades Luftvärnsregementets förtjänstmedalj i guld och silver (LvregGM/SM).

## Förbandschefer
Divisions-, kår- och regementschefer verksamma sedan 1942: Förbandschefen tituleras regementschef och har tjänstegraden överste.

- 1942–1943: Överstelöjtnant Curt Dahlgren
- 1943–1946: Överste Bengt Bengtsson
- 1946–1948: Överste Sten Odelberg
- 1948–1956: Överste Niels Juel
- 1956–1966: Överste Bertil Hård af Segerstad
- 1966–1976: Överste Tore Stawström
- 1976–1978: Överste Stig Lindskog
- 1978–1986: Överste Sven Platerud
- 1986–1989: Överste Svante Bergh
- 1989–1992: Överste Hans Ahldén
- 1992–1993: Överste Leif Gunnerhell
- 1993–1998: Överste Peter Jonsson
- 1995–1996: Överstelöjtnant Anders Börjesson[e]
- 1998–2000: Överste Göran Lindqvist
- 2000–2003: Överste Jan-Erik Jakobsson
- 2003–2005: Överste Kent Samuelsson
- 2005–2007: Överste Göran Wahlqvist
- 2007–2012: Överste Lennart Klevensparr
- 2012–2015: Överste Stefan Jönsson
- 2015–2019: Överste Anders Svensson[f]
- 2020–2023: Överste Mikael Beck[g]
- 2023–2024: Överstelöjtnant Jan Ohlson [h]
- 2024–20xx: Överste Johan Jönsson[i]

## Namn, beteckning och förläggningsort
| Kungl. Göteborgs luftvärnsdivision | 1941-10-01 | – | 1942-09-30 |
| Kungl. Göteborgs luftvärnskår      | 1942-10-01 | – | 1962-06-30 |
| Kungl. Göta luftvärnsregemente     | 1962-07-01 | – | 1974-12-31 |
| Göta luftvärnsregemente            | 1975-01-01 | – | 1994-06-30 |
| Göta luftvärnskår                  | 1994-07-01 | – | 2000-06-30 |
| Luftvärnsregementet                | 2000-07-01 | – |            |

| A 9 G | 1941-10-01 | – | 1942-09-30 |
| Lv 6  | 1942-10-01 | – |            |

| Göteborgs garnison/Högsbo (F)  | 1944-10-01 | – | 1962-03-31 |
| Göteborgs garnison/Kviberg (F) | 1962-04-01 | – | 1994-06-30 |
| Halmstads garnison (F)         | 1994-07-01 | – |            |
| Ringenäs skjutfält (Ö)         | 2000-07-01 | – |            |
| Mästocka skjutfält (Ö)         | 2000-07-01 | – |            |
| Nyårsåsens skjutfält (Ö)       | 2000-07-01 | – |            |

## Galleri

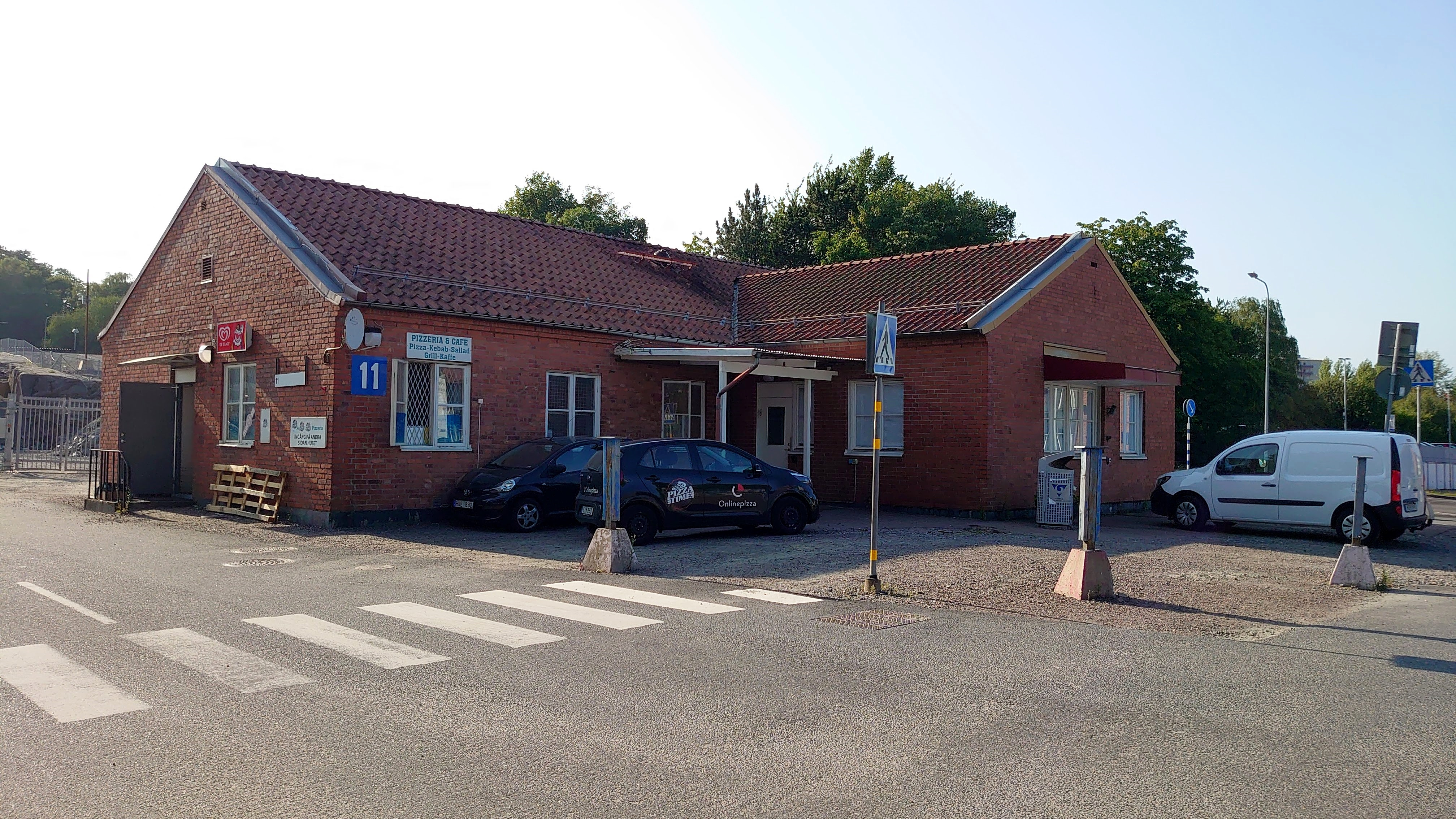
Vaktkasernen i Högsbo, Göteborg.
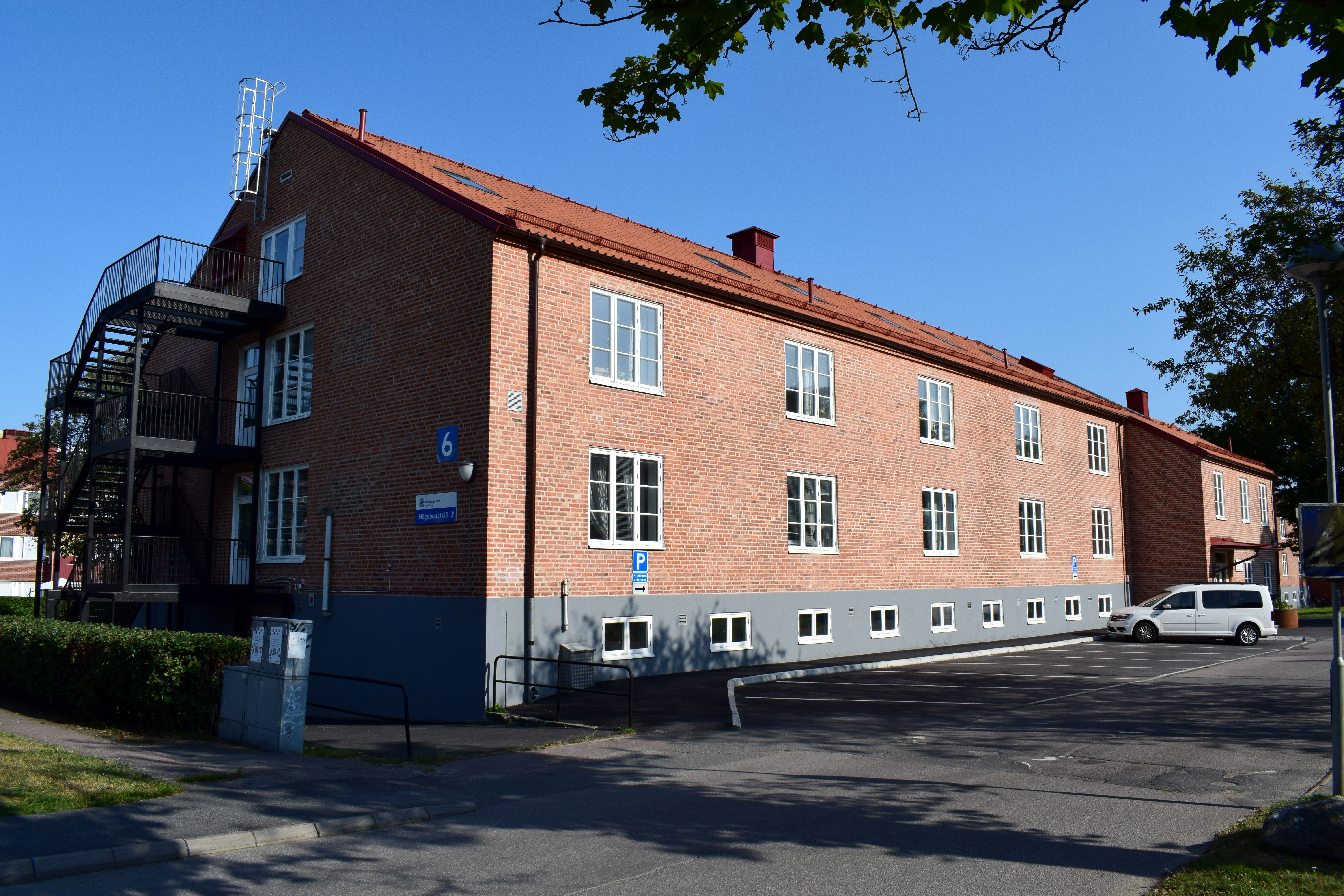
Kompani(batteri)kasern i Högsbo, Göteborg.
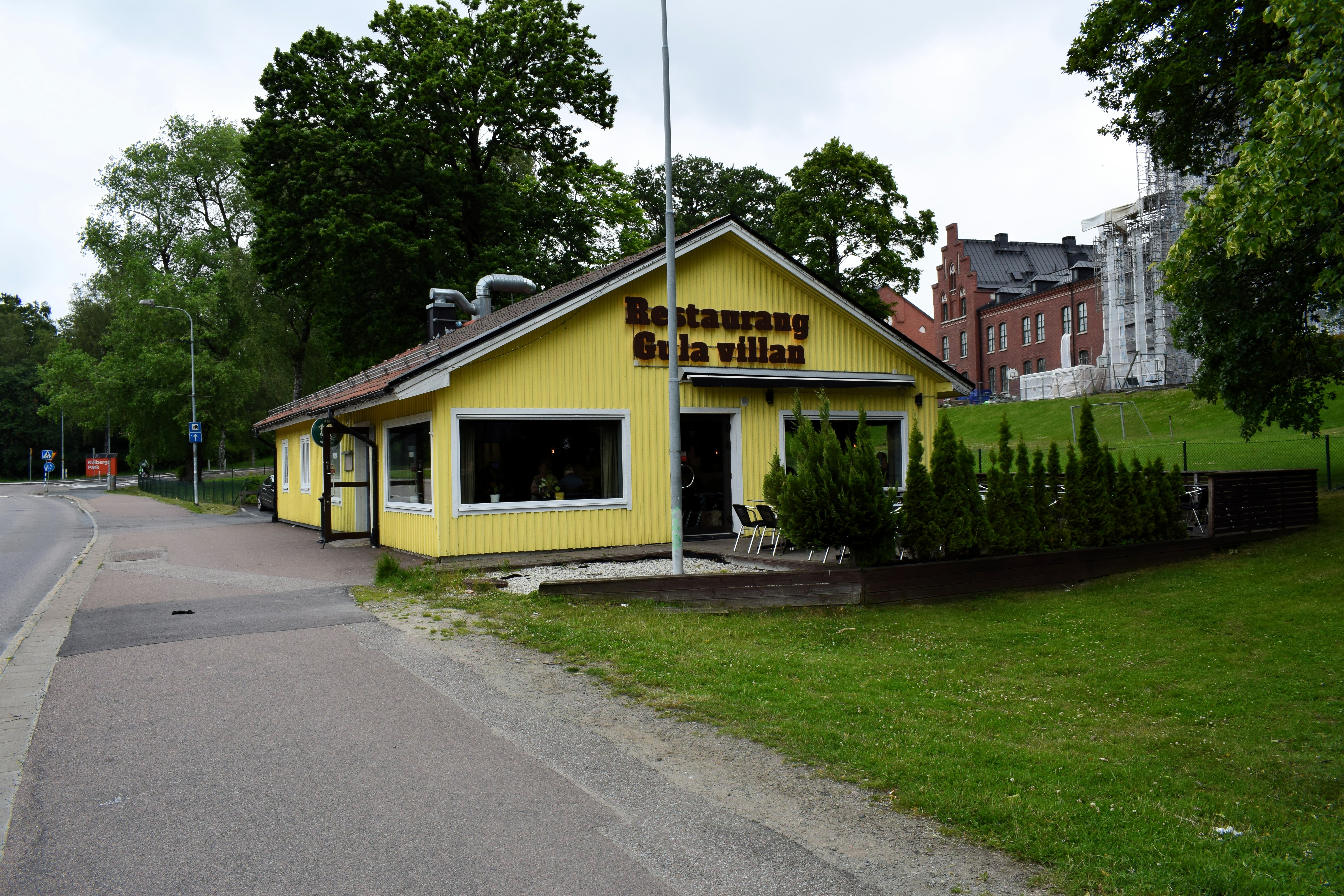
Vaktkasernen i Kviberg, Göteborg.
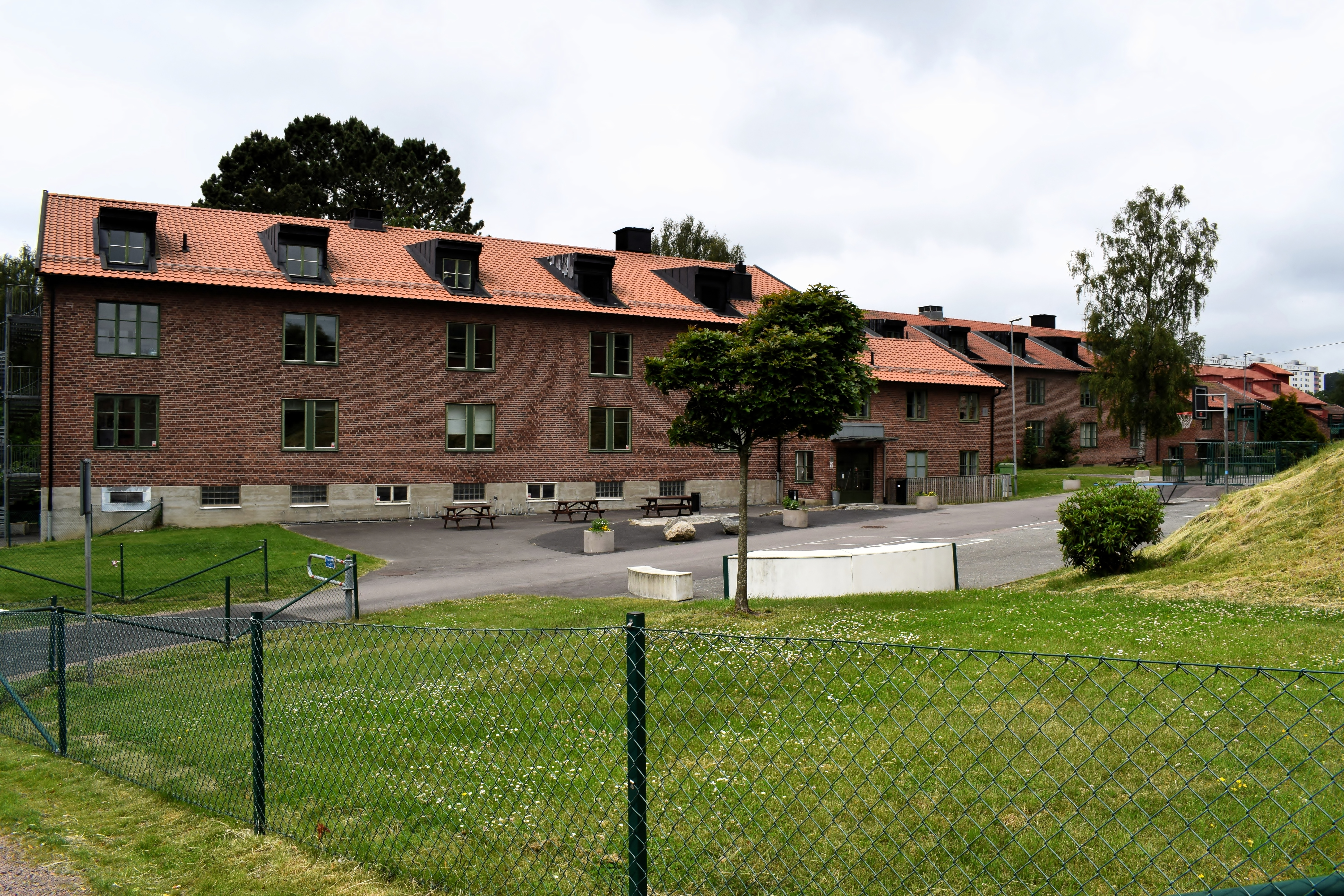
Kaserner i Kviberg, Göteborg.
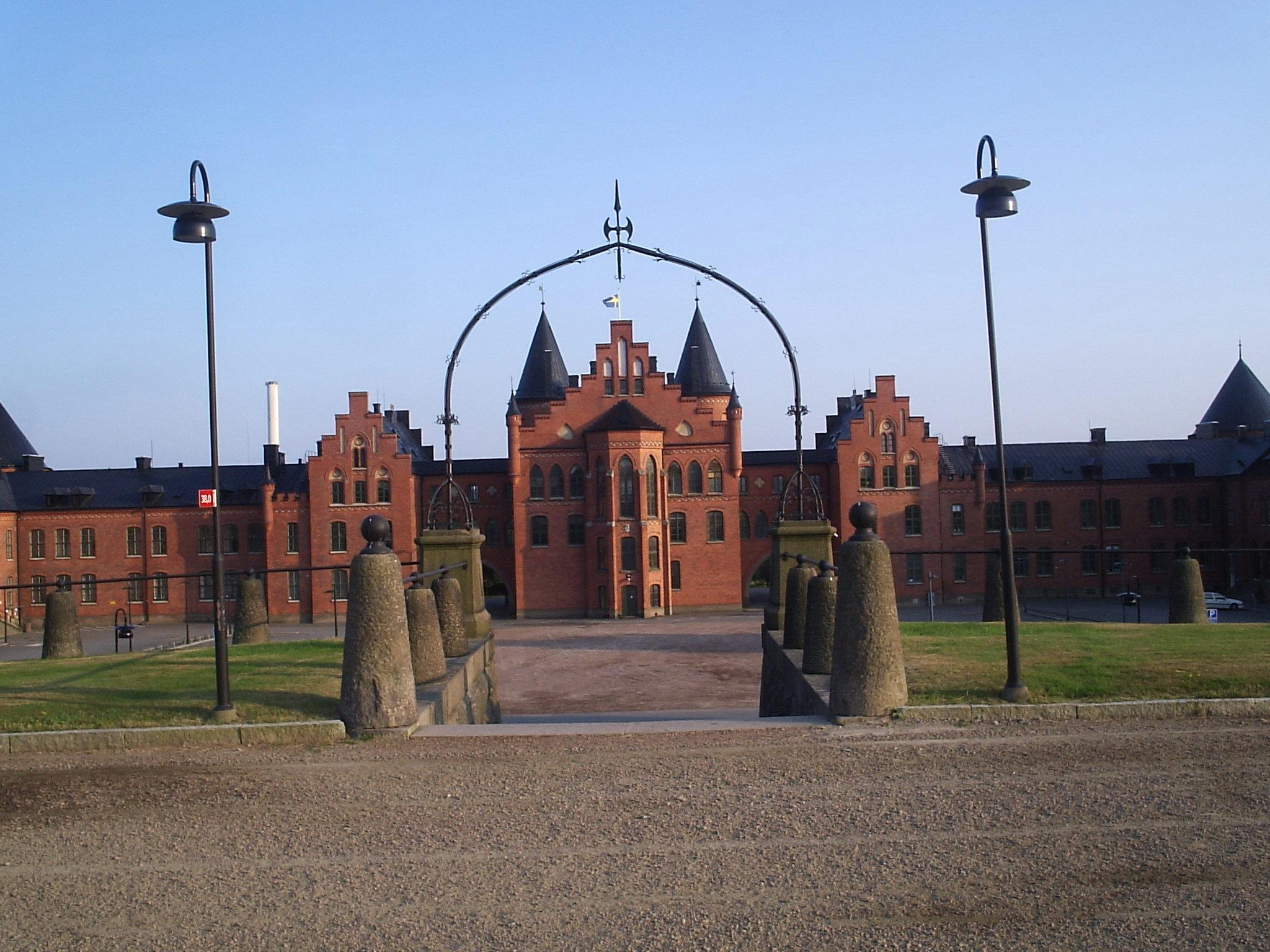
Utsikt från övre plan över kaserngården vid Kvibergs kaserner i Göteborg.
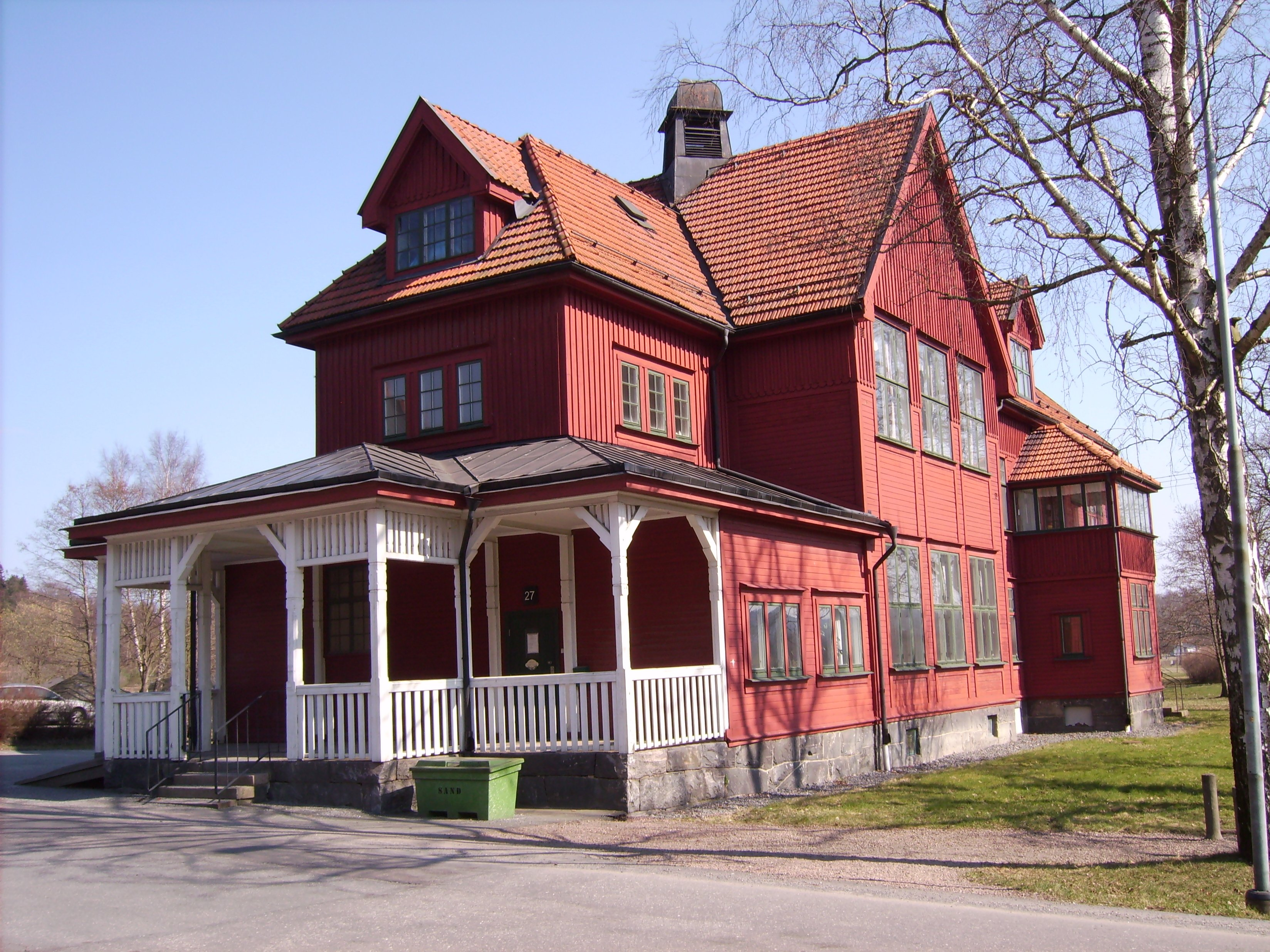
Hus vid Kvibergs kaserner i Göteborg; inhyste bland annat marketenteriet.
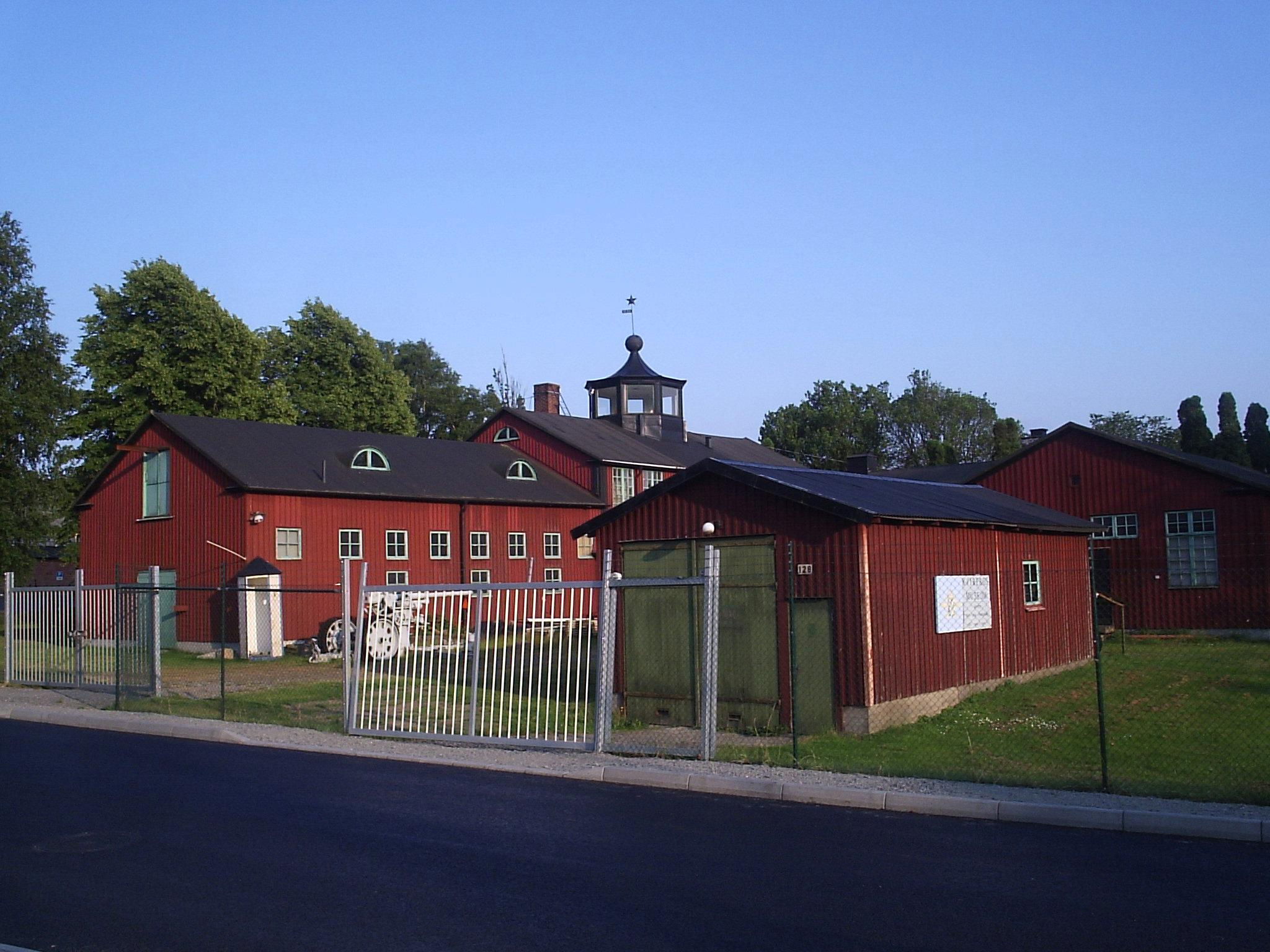
Kvibergs museum är inrymt i det forna hästsjukhuset vid Kviberg. Museet stängde i juni 2013.
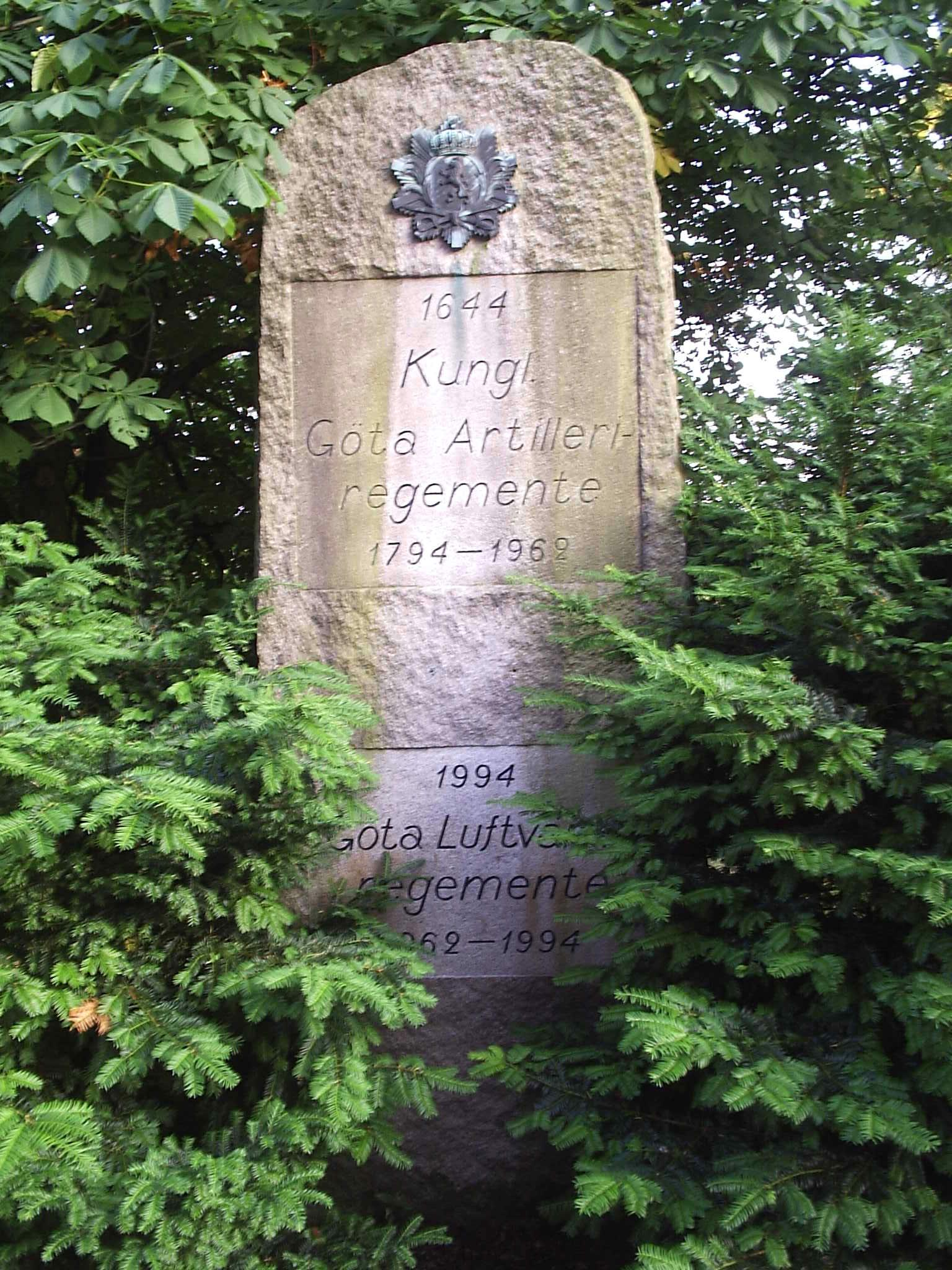
Minnessten över regementets tid i Göteborg.
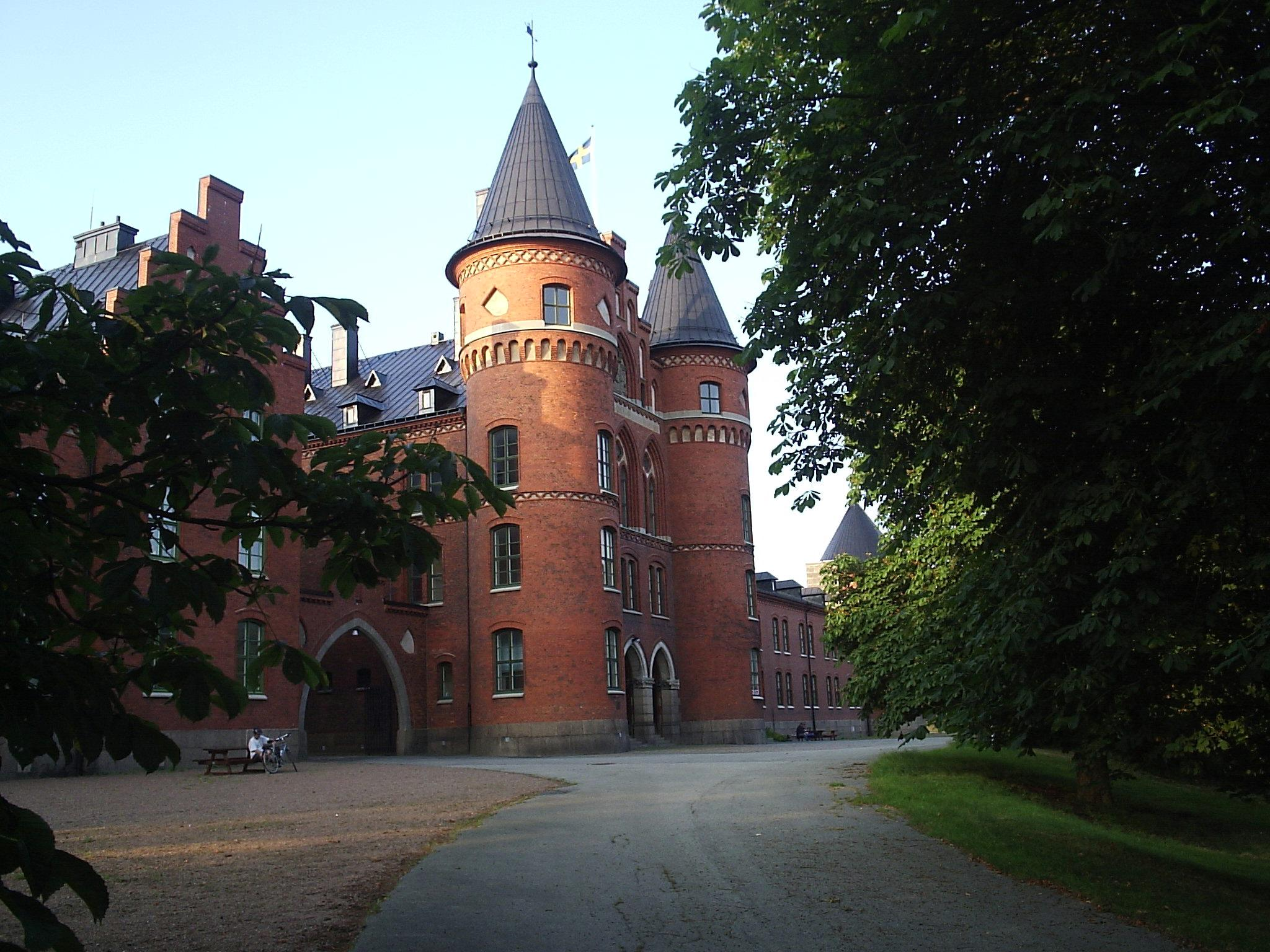
Vy över framsidan av kasernetablissemanget vid Kviberg.
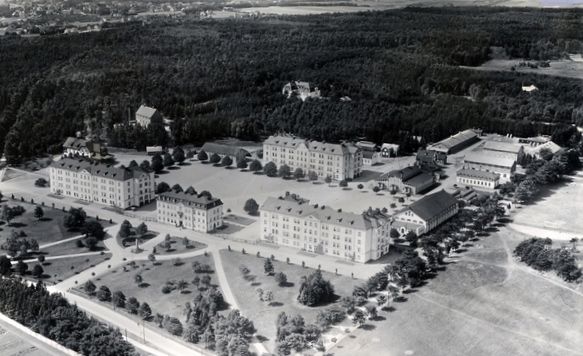
Flygbild över regementets kaserner i Halmstad, vid tidpunkten tillhörande Hallands regemente.
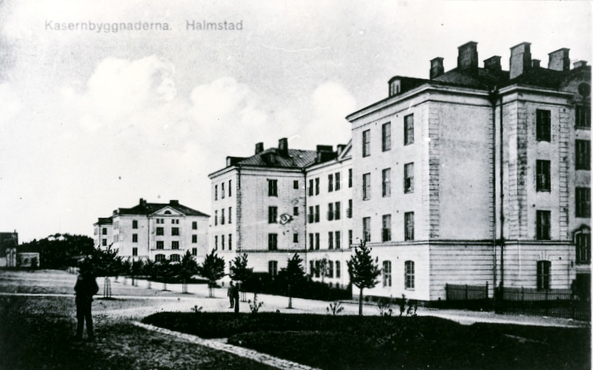
Vy över regementets kasernerna i Halmstad sett från kaserngården, vid tidpunkten tillhörande Hallands regemente.